# Várhegy

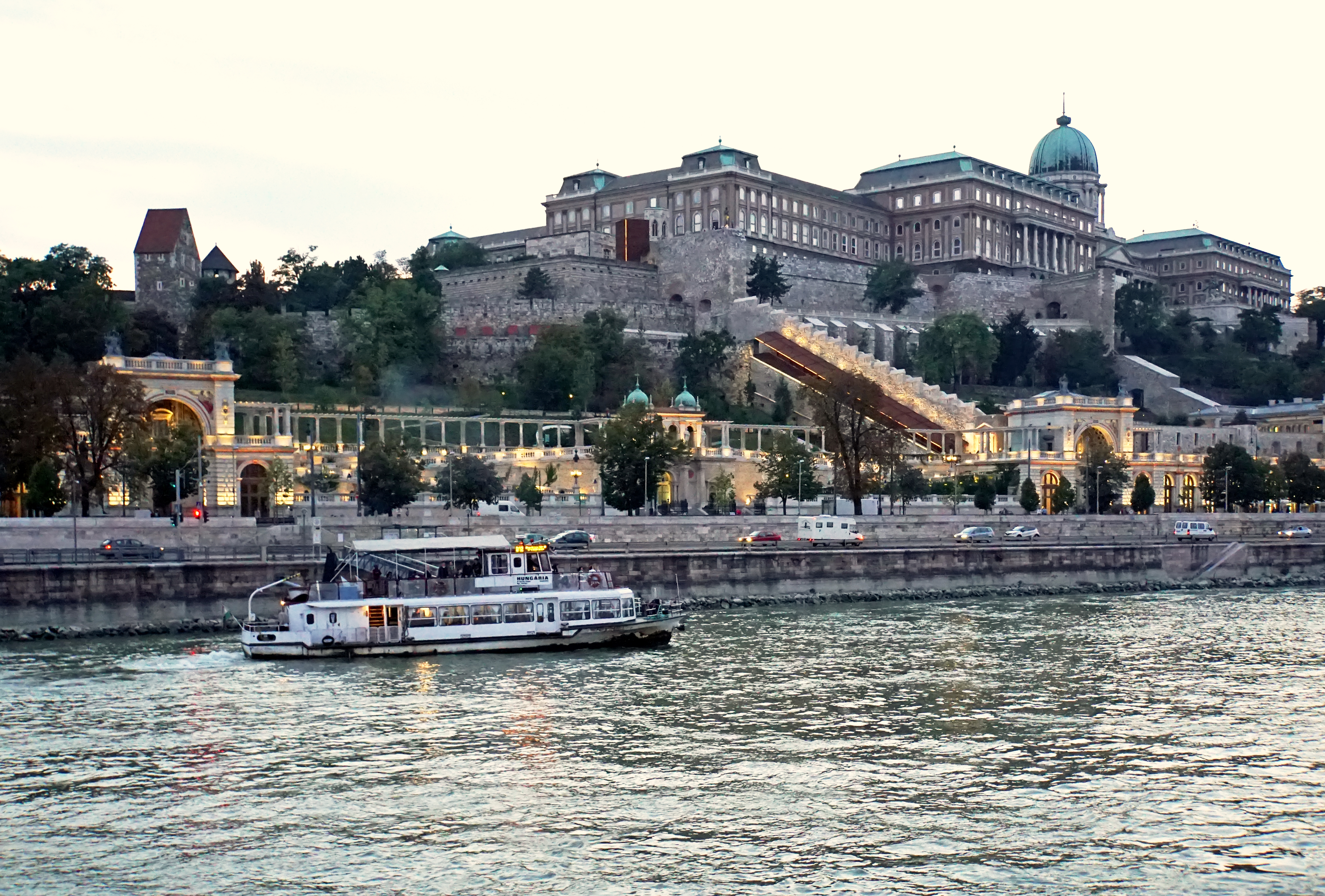
Hrad na vrcholku.

Várhegy (doslova česky hradní vrch) je vrcholek v Budapešti, na kterém stojí Budínský hrad. Nápadně se tyčí nad řekou Dunajem. Je dlouhý přibližně 1,5 km a 400 metrů široký. Jeho nejvyšší bod se tyčí 175 m nad mořem a převyšuje okolní město zhruba o 70 metrů. Je dostupný buď autobusem a nebo lanovkou.
Z geologického hlediska je tvořen pevným kamenem (travertinem, opukou) a vápencem; právě první uvedený zabránil erozi mnohem snadněji erodovatelného vápence. V kopci se nachází menší krasové formace. V centrální části je proražen tunel.